# Antje Frank
Antje Frank, född den 5 juni 1968 i Bartmannshagen i Tyskland, är en tysk roddare.
Hon tog OS-brons i fyra utan styrman i samband med de olympiska roddtävlingarna 1992 i Barcelona.